# متحف طرطوس

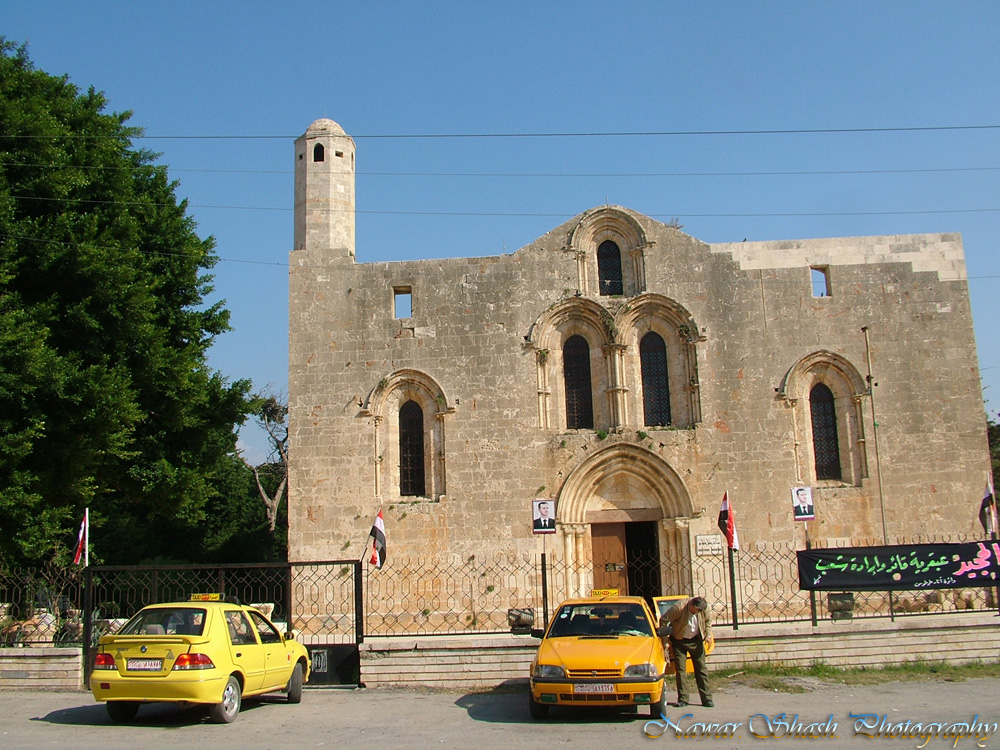
متحف طرطوس

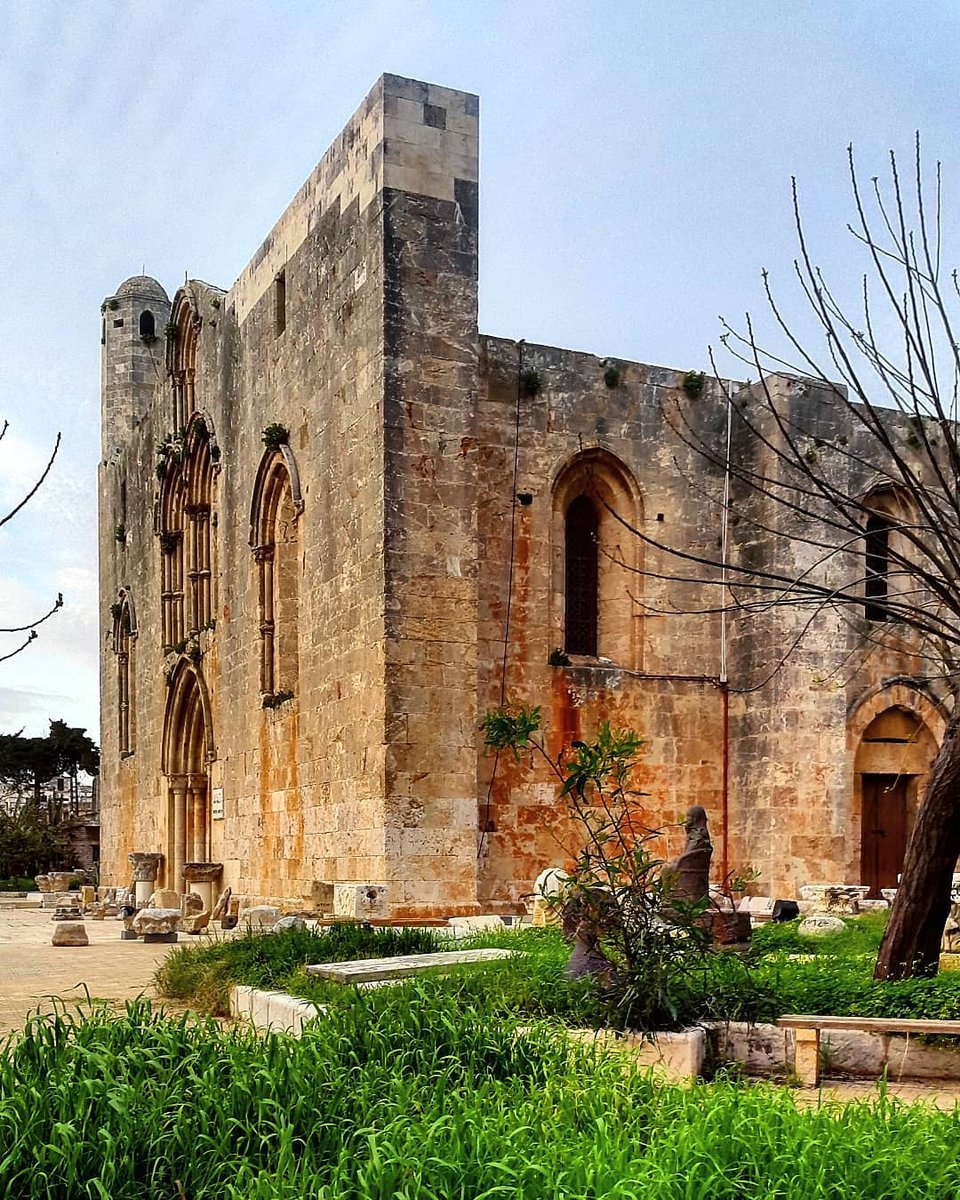

متحف طرطوس كان كاتدرائية وصفها المؤرخون بأنها "أفضل مبنى ديني محفوظ من الفترة الصليبية" جدت عام 1105 م. تهدمت بزلزال 387م ثم أعيد إنشاؤها في القرن الثاني عشر. 
ويقال إن القديس بطرس قد أقام ذبيحته الإلهية على مذبحها، وكرَّسها باسم السيدة العذراء، وصلى فيها وهو في طريقه من القدس إلى أنطاكيا، ، وقد أطلق عليها اسم "كنيسة الحجاج وسيدة طرطوس"نظراً لأهميتها التاريخية.وهي تتألف من ثلاثة أجنحة طولها 40م وعرضها 27م ولها باب ضخم تزينه قولبات وبابان جانبيان، رممتها إدارة الآثار السورية وحولتها إلى متحف يضم أجزاء من آثار الساحل السوري ومنطقة طرطوس.
يضم المتحف ثلاثة اجنحة، ففي الجناح الجانبي الأيمن عرضت آثار الأزمنة التاريخية القديمة. وفي الجناح الرئيسي عرضت آثار العصور الإسلامية، أما في الجناح الجانبي الأيسر فلقد خصص للفنون الشعبية الساحلية. وفيما يتعلق بالعصور القديمة خصصت خزائن لمكتشفات أوغاريت وأخرى لمكتشفات تل سوكاس وغيرها لمكتشفات عمريت؛ منها قناديل وتماثيل صغيرة تعود إلى القرن الرابع ق.م وتماثيل نصفية، وتمثال بالطين المشوي ومصنوعات برونزية فيها آلات جراحية تعود إلى العصر الكلاسيكي الإغريقي-الروماني.
كمايضم المتحف عدة تماثيل استقدمت من منطقة عمريت لرجال ونساء يقدمون القرابين للأرباب وتعود للقرن الخامس قبل الميلاد، وتوجد في المتحف  أدوات فخارية وبرونزية وأختام من موقع تل كزل ترجع للعصور الحديدية والفارسية والهلنستية،
كماوجد بعض  القوارير والأباريق والأكواب والمصنوعات الفخارية  تعود إلى الفترات اليونانية والرومية والبيزنطية ،
كما توجد ثلاث لوحات من الفسيفساء ترجع  للفترة الرومية وهي: 
- بوسايدن إله البحر،
- راعٍ أمام قطيعه،
- امرأة جالسة تمثل الربة إلفيوس ربة الخصب والطبيعة.[4]

كما يضم المتحف:
- الإله بعل الفينيقي إله المطر والسحاب قد تم نحته من البازلت الأسود ويرجع إلى القرن السابع قبل الميلاد،
- تابوت رخامي رومي نحت عليه ايروس إله الحب وديونيسيوس إله الخمر من الداخل،
- نحت أثينا ربة الحرب في الخارج ويعود إلى القرن الثالث الميلادي،
- مجموعة من التوابيت الإنسانية :  أحدها رخامي يعود إلى نهاية القرن الخامس قبل الميلاد  وآخر من البازلت الأسود متأثر بالنمط الآشوري.

- عدة قطع أثرية الأخرى في المتحف لم يعرف تاريخها، [4]

كما تضم حديقة المتحف  قطعاً أثرية رخامية وبازلتية تعود إلى فترات مختلفة.